# Agnosthaetus orongo
Agnosthaetus orongo (лат.) — вид жуков-стафилинид рода Agnosthaetus из подсемейства Euaesthetinae (Staphylinidae). Эндемик Новой Зеландии. Название происходит от имени первого места обнаружения типовой серии (Orongorongo Valley).

## Описание
Мелкие жуки-стафилиниды, длина около 3 мм. Основная окраска красновато-коричневая. Данный вид можно отличить от всех других видов из рода Agnosthaetus по сочетанию полукруглого глаза, отчетливо округлой, неглубокой дорсальной тенториальной борозды, которая значительно контрастирует с обычной щелевидной или узкого овального вида этой бороздки; отчетливый базальный ментальный зубец; наличие заднегрудного плеврального гребня и отсутствие микроскульптуры на голове и груди. Эдеагус можно отличить от эдеагуса сходных видов A. imitator и A. aorangi по отчётливо перетянутой вершинной части срединной лопасти и короткой вершинной лопасти парамера вместе с парой более крупных апикальных парамеральных щетинок. Апикальный край лабрума несёт 19—21 зубцов у самцов и 16—22 у самок. Крылья отсутствуют. Голова, пронотум и надкрылья гладкие. Глаза крупные (занимают почти половину боковой стороны головы). Усики 11-члениковые. Нижнечелюстные щупики состоят из 4 сегментов, а нижнегубные 3-члениковые. Лабиум с парой склеротизированных шипиков. III—VII-й абдоминальные сегменты без парасклеритов. III-й абдоминальный тергит слит со стернитом, образуя кольцевидный сегмент. Базальный членик задних лапок отчётливо вытянутый и длиннее двух последующих тарзомеров. Обладают формулой лапок 5—5—4.

## Систематика
Вид был впервые описан в 2011 году американским энтомологом Дэйвом Кларком в 2011 году (Clarke, 2011) и включён в состав рода Agnosthaetus. Этот вид больше всего похож на Agnosthaetus aorangi и Agnosthaetus imitator.